# Uitdaging (tijdschrift)
Uitdaging is een Nederlands christelijk blad. Het blad bericht over ontwikkelingen binnen met name het evangelisch christendom in Nederland en Vlaanderen. Naast nieuws biedt het blad achtergrondartikelen, interviews en een aantal vaste rubrieken, waaronder verschillende cultuur- en boekenpagina's.

## Geschiedenis
Uitdaging ging in 1970 van start als nieuwsbulletin van de Nederlandse tak van Campus Crusade for Christ, het Instituut voor Evangelisatie, later de stichting Agapè. In 1980 maakten Leo Habets en Johan Bos er een maandkrant van. De oplage groeide tot ruim 30.000 rond het jaar 2000. Dit kwam doordat het blad gratis werd verspreid. Nadat Uitdaging in 2003 een krant werd waarop lezers zich moesten abonneren, daalde de oplage tot 9.600. 
Per 1 september 2003 werd het blad overgenomen door EB Media (sinds 2009 Inspirit Media). De belangrijkste reden voor de overname was dat stichting Agapè (het toerusten tot) evangelisatie als haar belangrijkste kerntaak zag. Uitdaging had zich in de loop van de tijd meer ontwikkeld tot journalistiek medium. Daarin werd ook met enige regelmaat stelling genomen tegen personen of organisaties waarmee (mensen van) stichting Agapè bevriend waren of samenwerkten. Dit leidde tot spanningen.
Een bekende rubriek komt van de hand van de anonieme columnist 'Roeper'. Deze zette zich vaak in felle bewoordingen af tegen ontwikkelingen, organisaties en personen binnen evangelisch Nederland. Deze rubriek stond sinds 1999 op de voorpagina. In 2004 werd aangekondigd dat Roeper zou worden opgevolgd door Andries Knevel als columnist, maar na protesten van lezers bleef hij behouden voor het blad, zij het niet op de voorpagina.
Uitdaging werd in januari 2011 overgenomen door Maximum Life. De inhoud van het blad werd voortaan gevuld door de redactie van het nieuwsmagazine Manna-Vandaag en deze bladen werden samengevoegd. De man achter Maximum Life was Leo Habets, die Uitdaging als maandkrant had opgezet. Doordat het weer net als in het begin een nieuwsmedium (in plaats van een magazine) werd, stegen de vanaf 2007 (opnieuw) sterk gedaalde oplagecijfers weer, net als de advertentie-inkomsten.
Per 1 oktober 2011 was Uitdaging weer een gratis krant, die mensen konden laten toesturen. Eind oktober 2012 overleed hoofdredacteur Eric Leijenaar op 59-jarige leeftijd aan een hartstilstand.
Habets droeg begin 2013 de rechten op Uitdaging over aan uitgeverij Inspire Media. Dit bedrijf raakte echter in financiële problemen waardoor directeur Chris Ouweneel in februari 2015 bekendmaakte te stoppen en de rechten op de titel kwamen automatisch weer terecht bij Habets. Deze gaf het blad een doorstart. In september 2015 kwam de eerste editie van de nieuwe Uitdaging uit.
In september 2018 maakte Habets bekend dat Uitdaging zou stoppen. Financiële problemen waren de belangrijkste reden om te stoppen. Bij Habets werd in 2017 bovendien uitgezaaide darmkanker geconstateerd, waardoor het blad al zeer onregelmatig verscheen. Habets overleed begin januari 2019.
Ondanks het aangekondigde einde van het blad maakte Uitdaging wederom een doorstart, opnieuw met gratis abonnementen. Uitgevers werden Siebren Verburg en Klaas Spijker. Omdat zij het uitgeefmodel, waarbij het blad geheel afhankelijk bleef van giften en inkomsten uit advertenties, niet meer toereikend vonden om het blad te kunnen blijven uitgeven, stootten zij de titel af en droegen die over aan Wijnand Voogdt, die per 1 december 2022 uitgever is van Uitdaging.

## Bekende (oud-)medewerkers
Bekende (oud-)medewerkers van het blad zijn:
- Johan Th. Bos (met Habets medeoprichter)
- Leo Habets (oprichter)
- Andries Knevel
- Ronald Koops (hoofdredacteur 2006-2010)
- Dick Kraaij (eindredacteur 1993-1998)
- Bram Krol (columnist 1982-2013)
- Eric Leijenaar (eindredacteur 1999-2002; hoofdredacteur 2002-2006; 2011-2012)
- Hans Pruis (hoofdredacteur (1988-2002)